# Лупу, Раду
Раду Лупу (рум. Radu Lupu; 30 ноября 1945, Галац — 16 апреля 2022, Лозанна) — румынский и британский пианист.

## Биография
Из еврейской семьи: отец, Меер Лупу, был адвокатом; мать, Ана Габор — филолог. В 6 лет начал играть на фортепиано, в 12 дал первый публичный концерт. Окончив художественную школу в Брашове, поступил в Бухарестскую консерваторию в класс Флорики Музическу. В 1961 году поступил в Московскую консерваторию, где среди его преподавателей были Генрих Нейгауз и Станислав Нейгауз.
С 1969 года жил в Лондоне.
В 1971 году женился на виолончелистке Элизабет Уилсон, дочери британского дипломата Арчибальда Дункана Уилсона. Вторым браком (1990—2022) был женат на скрипачке Делии Бугарен. 
Скончался 17 апреля 2022 года.

## Репертуар
Моцарт, европейские романтики от Бетховена и Шуберта до Грига и Брамса, Дебюсси, Яначек, Барток.

## Творческие контакты
Выступал вместе с Барбарой Хендрикс, Даниэлем Баренбоймом, Мюрреем Перайей.

## Признание
Первая премия на Конкурсе пианистов имени Вана Клиберна (1966), первая премия на Международном фестивале имени Джордже Энеску (1969), первая премия на Международном конкурсе пианистов в Лидсе (1969), премия Эдисона (1995), премия Грэмми (1996), премия Артуро Бенедетти Микеланджели (2006). Введён в Зал славы журнала Gramophone.